# Cirrhochrista xanthographis
Cirrhochrista xanthographis là một loài bướm đêm trong họ Crambidae.